# Franz Xaver Gabelsberger
Franz Xaver Gabelsberger (9. února 1789 Mnichov – 4. ledna 1849, tamtéž) byl německý vynálezce těsnopisu, který byl po něm pojmenovaný Gabelsbergerův těsnopis.
Gabelsberger začal vyvíjet nový systém těsnopisu ve svých 28 letech, když byl zaměstnaný jako zapisovatel u bavorské vlády. Jeho systém byl poprvé plně popsán v knize Anleitung zur deutschen Redezeichenkunst oder Stenographie (1834) a rychle se rozšířil.
V Rakousku se na jeho propagaci významně podílel Hynek Jakub Heger, který byl rovněž autorem první české těsnopisné soustavy na Gabelsbergerových principech.

## Galerie

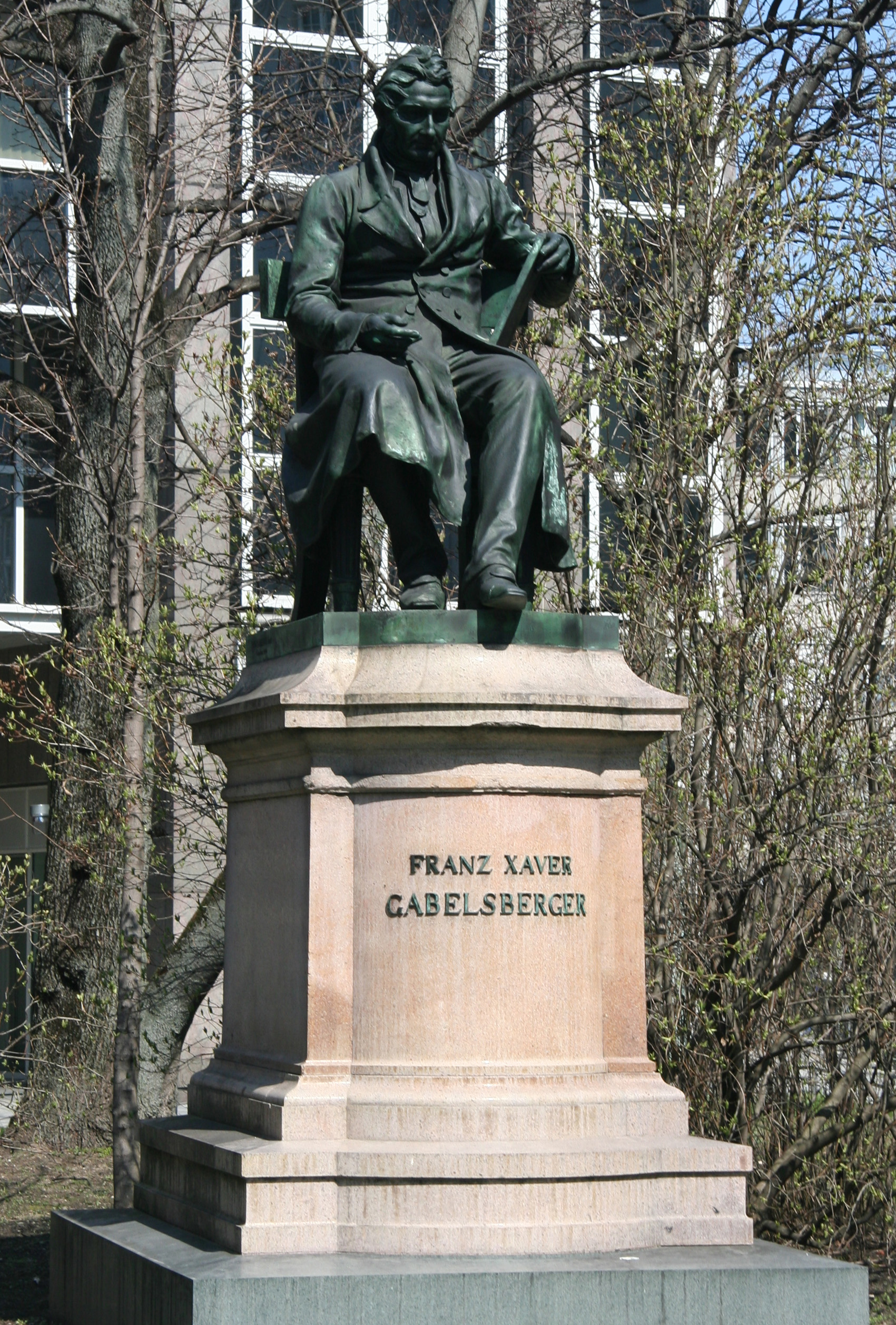
Franz Xaver Gabelsberger – socha v Mnichově
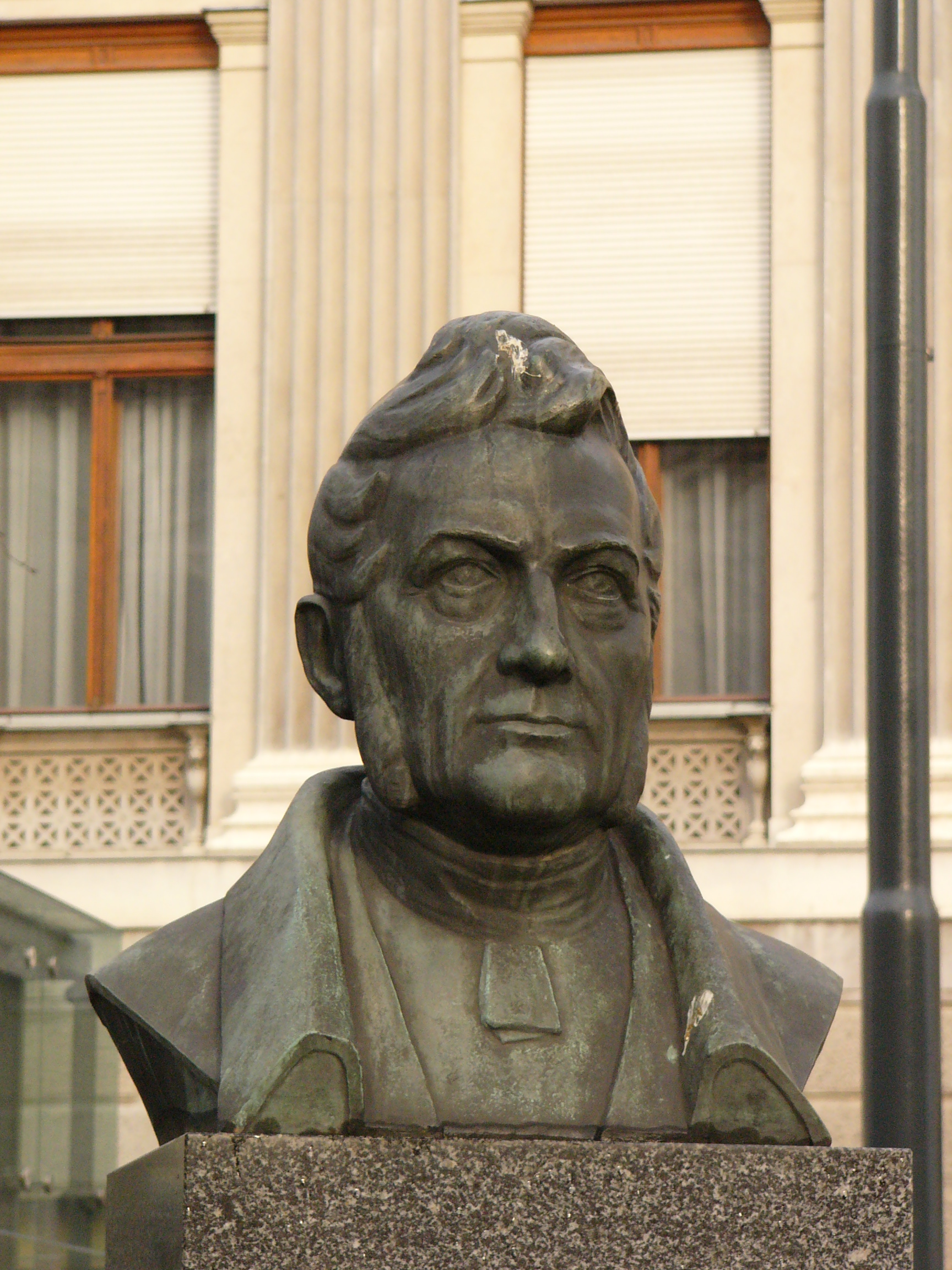
Franz Xaver Gabelsberger – busta ve Vídni